# اندیس گل گیخ
گل گیخ یک اندیس فلزی است که در حوالی شهر سر چاه استان خراسان قرار دارد و مادهٔ معدنی موجود در آن، منیزیت است.  